# Kate Spade
Katherine Noel Brosnahan (24 de diciembre de 1962 - 5 de junio de 2018), conocida profesionalmente como Kate Spade o Kate Valentine, fue una diseñadora de moda y empresaria estadounidense. Era fundadora y  copropietaria de la marca de diseño Kate Spade New York.
Después de trabajar en el departamento de accesorios en la revista de moda Mademoiselle, Brosnahan y su esposo, Andy Spade, fundaron el negocio en 1993, identificando un mercado no explorado de bolsos elegantes y de calidad. Aquellos que ella diseñó y produjo se hicieron populares rápidamente y la compañía se expandió a otras líneas de productos. En 1999 vendió una participación del 56% de Kate Spade New York a Neiman Marcus Group y en 2006 se deshizo del resto de sus acciones. En 2016, ella y sus socios lanzaron una nueva marca de moda llamada Frances Valentine. El 5 de junio de 2018 la encontraron muerta, aparente por suicidio, en su departamento de Manhattan.

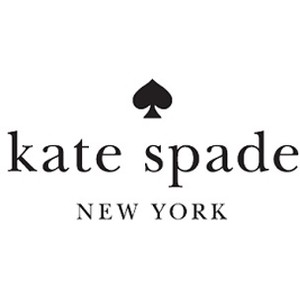
Logotipo de Kate Spade.

## Biografía
Brosnahan nació en Kansas City, Misuri. Sus padres, June (Mullen) y Earl Francis Brosnahan, eran de origen irlandés. Se graduó de la Academia de Santa Teresa, una escuela católica de Secundaria para niñas. Asistió a la Universidad de Kansas y luego a la Universidad Estatal de Arizona, se unió a Kappa Kappa Gamma y se graduó con un título en periodismo en 1985.
En 1986, Spade trabajó en el departamento de accesorios en Mademoiselle en Manhattan, donde figura en el encabezado de la revista con su nombre de soltera, Katy Brosnahan. Mientras estuvo en Mademoiselle,  se trasladó a vivir  con Andy Spade, oriundo de Scottsdale, Arizona. Los dos habían trabajado codo con codo como vendedores en una tienda de ropa para hombres, Carter's Men Shop, en Phoenix.
Dejó Mademoiselle, con el título de editora de moda senior/directora de accesorios en 1991. Mientras trabajaba para Mademoiselle, se dio cuenta de que el mercado carecía de bolsos de mano elegantes, y decidió crear su propia línea.

### Vida personal y fallecimiento
Brosnahan se casó con Andy Spade, hermano del actor y comediante David Spade, en 1994. La pareja tuvo una hija, Frances Beatrix Spade, nacida en 2005.
La actriz Rachel Brosnahan es sobrina de Spade.
Un ama de llaves encontró a Spade muerta aparentemente por suicidio, en su apartamento de Manhattan el 5 de junio de 2018. La policía dijo que había dejado una nota dirigida a su hija.

## Carrera

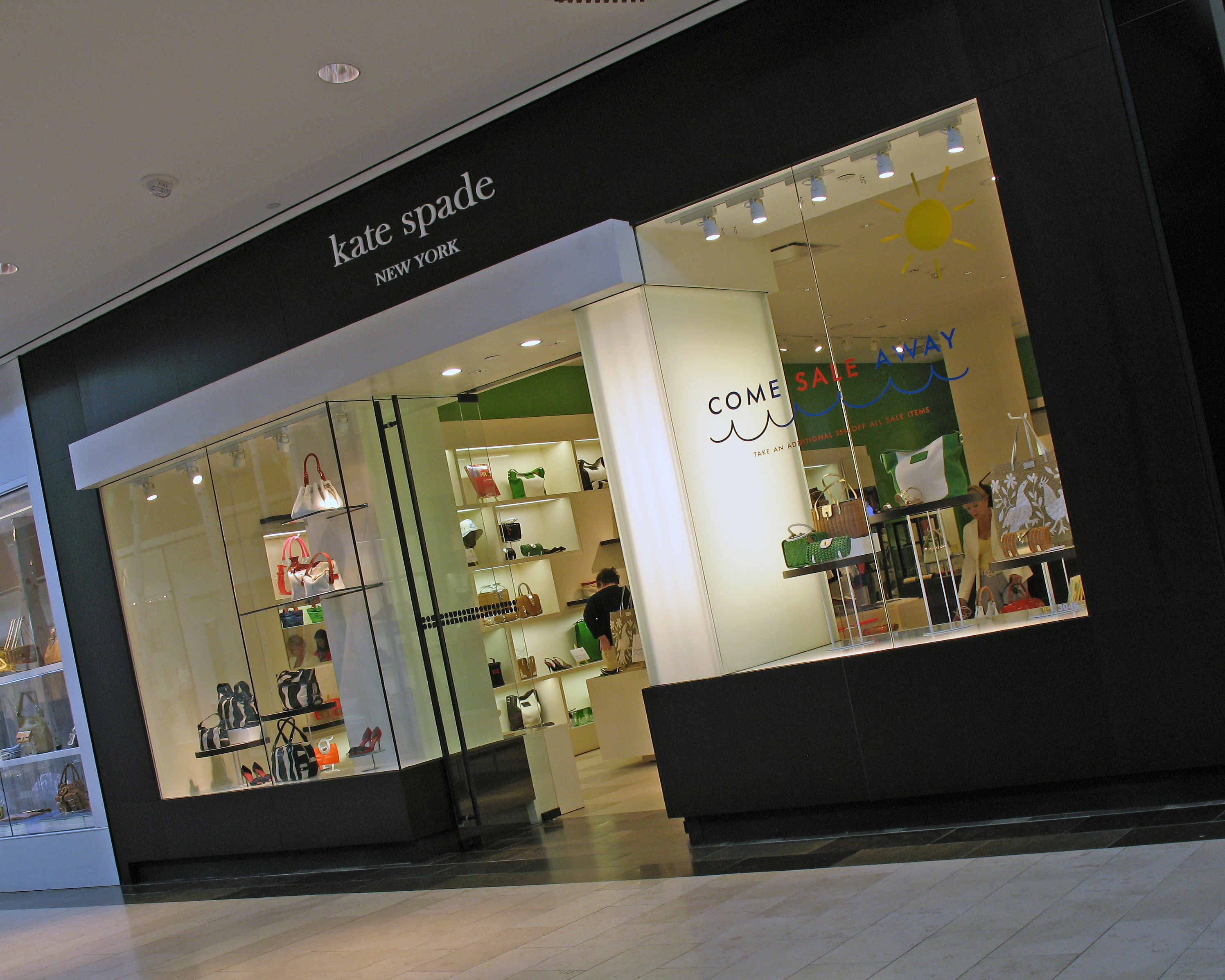
Una tienda de Kate Spade en Nueva York.

Kate y Andy Spade lanzaron en enero de 1993 la empresa de diseño Kate Spade Handbags con sede en Nueva York. Al principio la empresa vendía principalmente bolsos, pero pronto se amplió con prendas de vestir, joyas, calzado, artículos de papelería, artículos para bebés, fragancias, tableros de mesa, ropa de cama y regalos. En 1996, la marca Kate Spade abrió su primera boutique, una tienda de 400 pies cuadrados ubicada en el moderno distrito SoHo de Manhattan, y trasladó su sede a un espacio en West 25th Street.
En 2004, se lanzó Kate Spade at home como marca de colección hogareña. Ofrecía ropa de cama, artículos de baño, porcelana, papel tapiz y diferentes artículos para el hogar. Compartió sobre su estilo personal y pensamiento en sus tres libros: Maneras, Ocasiones y Estilo. En 2004 se abrió una tienda en Aoyama, Tokio, Japón.
Neiman Marcus Group compró el 56% de la marca Kate Spade en 1999 y el 44% restante en 2006. Neiman Marcus vendió la designación Kate Spade en 2006 a Liz Claiborne Inc., que más tarde fue rebautizada como Fifth & Pacific. En febrero de 2014, Fifth & Pacific cambió su nombre a Kate Spade & Company. Coach, Inc. adquirió Kate Spade en mayo de 2017.

### Frances Valentine
Después de vender la porción restante de su participación en la marca Kate Spade en 2006, Spade se dedicó a cuidar de su hija. En 2016, ella y sus socios lanzaron una nueva marca llamada Frances Valentine, una colección de calzado y bolsos de lujo. El nombre de la nueva marca se deriva de Frances, un nombre de toda la vida por su lado paterno. La hija de Spade se llama Frances, al igual que su abuelo, su padre y su hermano. El nombre de Valentine vino del lado materno de Spade; era el segundo nombre de su abuelo, que nació el día de San Valentín. En 2016, Spade cambió su apellido a Valentine.

## Premios
En 1996, el Consejo de Diseñadores de Moda de Estados Unidos (CFDA) nombró a Spade como "El Nuevo Talento de Moda de Estados Unidos en Accesorios" por sus diseños clásicos. En 1998, CFDA volvió a reconocerla como "Mejor diseñadora de accesorios del año".
Su colección para el hogar ganó tres premios de diseño en 2004, incluyendo el "Giants of Design Award" por creación de tendencias, de la revista House Beautiful, el "American Food and Entertaining Award" por diseñadora del año, de la revista Bon Appétit y el "Elle Decor International Design Award" para ropa de cama, de la revista Elle Decor.
En 2017, fue incluida en el Salón de la Fama del Emprendedor en la Escuela de Administración Henry W. Bloch en la Universidad de Misuri, Kansas City.
También en 2017, la revista Fast Company la nombró una de las personas más creativas en los negocios.